# Piramidión de Amenemhat III
El piramidión de Amenemhat III es la piedra angular que una vez coronó la Pirámide Negra en Dahshur, Egipto. Fue elaborado alrededor de 1850 a. C., hacia el final de la dinastía XII durante el Imperio Medio y hoy permanece casi intacto; es uno de los pocos piramidiones conservados.

## Redescubrimiento
En el año 1900, el entonces director del Consejo Supremo de Antiguadades , Gaston Maspero, mandó a inspeccionar Dahshur después de que ladrones atacaran a los guardias de la necrópolis de Saqqara.
En el lado este de la pirámide de Amenemhat, se encontró un bloque gris que sobresalía de la arena; el mismo resultó estar decorado con hermosas inscripciones tras una inspección más cercana. Después de la excavación, el piramidión fue transportado al Museo Egipcio de El Cairo.

## Descripción
El piramidión, tallado en una sola pieza de basalto (a menudo llamado granito negro), está casi intacto excepto por una esquina rota. Cuenta con una altura de 1,40 metros, una base cuya longitud es de 1,85 metros, y un peso de 4,5 toneladas. Los bordes inferiores están socavados para mantener el bloque en posición sobre la pirámide.[2]  

### Inscripciones
Las cuatro caras superiores fueron pulidas e inscritas. El lado que apuntaba hacia el este está adornado con un disco solar alado flanqueado por dos ureos. Abajo, dos Ojos de Horus representan los ojos del propio rey. Más abajo, tres signos nefer representan la belleza o la perfección. Finalmente, un disco solar representa al dios Ra, y a cuya derecha se extiende el nombre de trono de Amenemhat "Ni-maat-re", y a la izquierda su nombre personal "Imen-em-hat". En conjunto, la composición dice: "Amenemhat contempla la perfección de Ra". 
Hacia la parte inferior de las cuatro caras superiores, se encuentran dos líneas de inscripciones. La oriental comienza con: "Abierto está el rostro del rey Amenemhat, observa al Señor del Horizonte cruzando el cielo"; la línea norte reza: "Más alta es el alma ( Ba) del rey Amenemhat que la altura de Orión, y se une al Duat".

El nombre del dios Amón en los cartuchos de Amenemhat ha sido borrado. Si esto se hizo durante el reinado de Akenatón en la Dinastía XVIII, el piramidión puede haber estado en el suelo ya desde c. 1350 a. C. La relativa ausencia de daños planteó la cuestión de si alguna vez el piramidión estuvo en la cima de la pirámide o no.

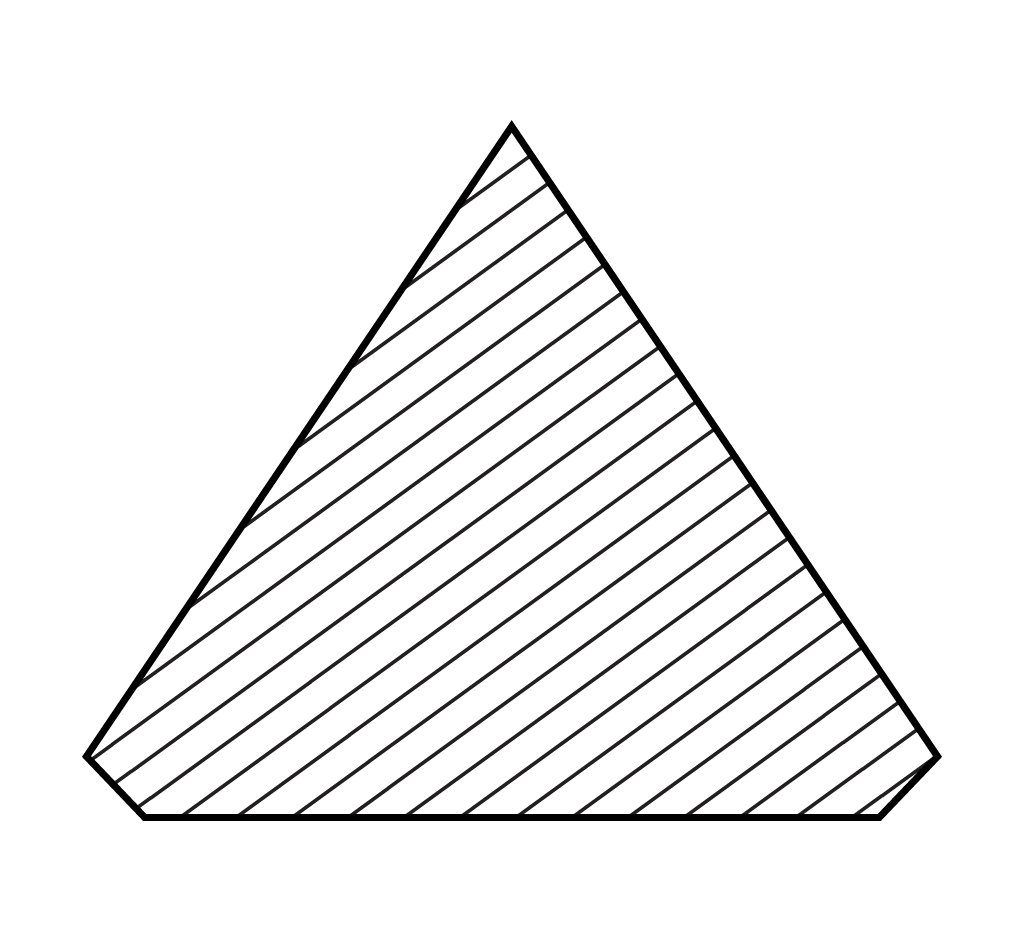
Sección transversal del piramidión
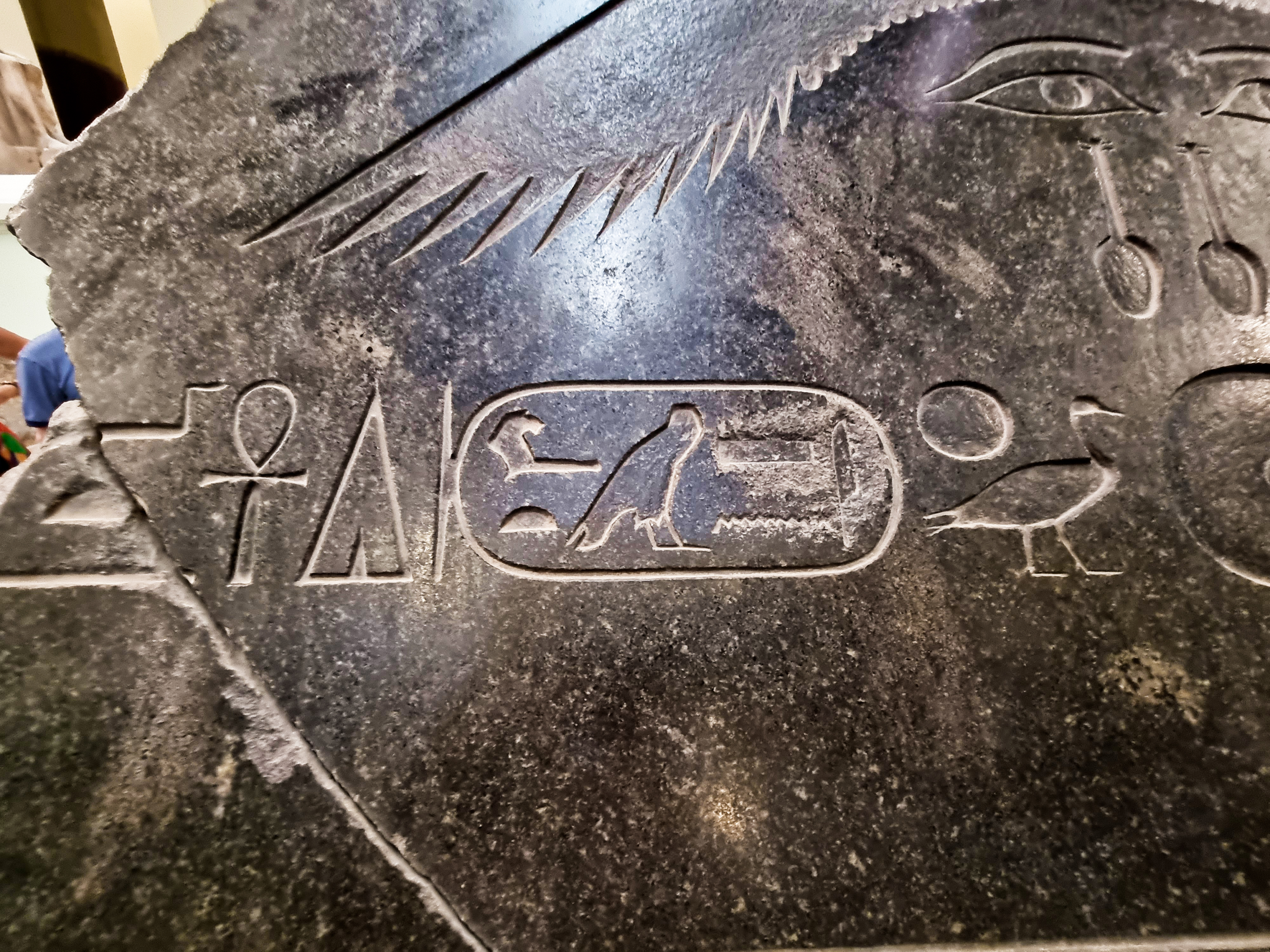
Nombre de dios Amón borrado.
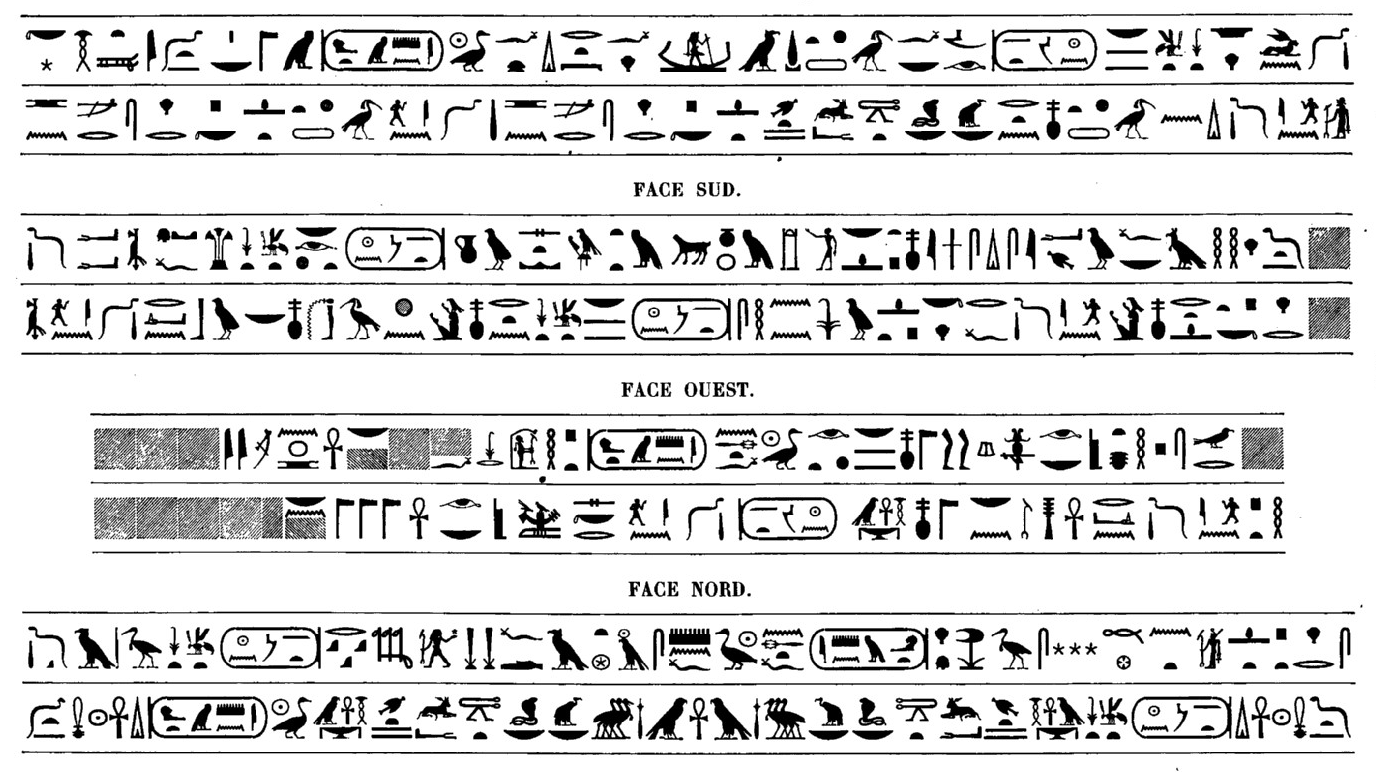
Inscripciones en la parte inferior de las cuatro caras superiores.
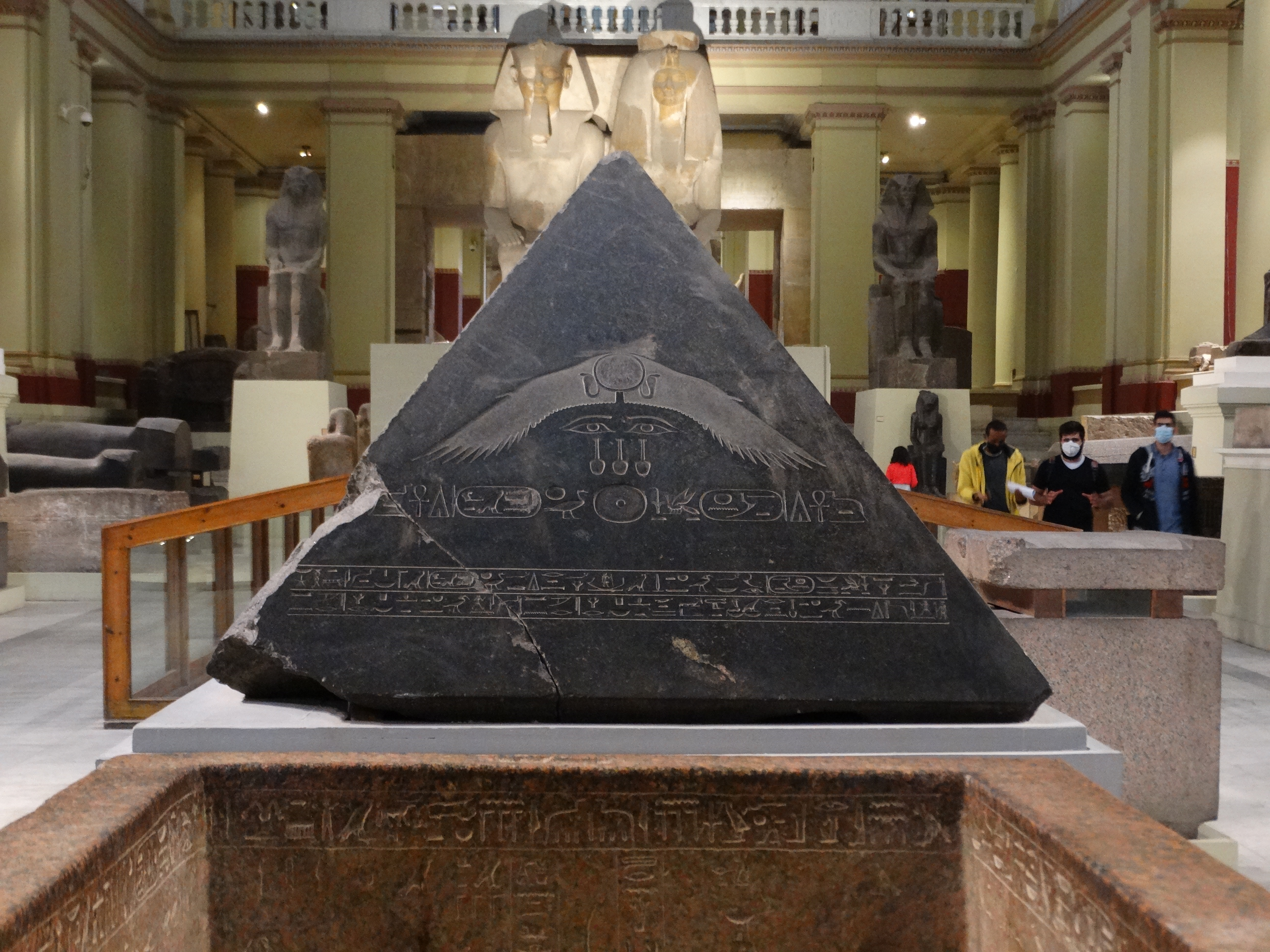
Cara este del piramidión.